# Helina grisella
Helina grisella är en tvåvingeart som beskrevs av Couri, Pont och Penny 2006. Helina grisella ingår i släktet Helina och familjen husflugor.
Artens utbredningsområde är Madagaskar. Inga underarter finns listade i Catalogue of Life.